# Viktor Bykov
Pour les articles homonymes, voir Bykov.
Viktor Guennadievitch Bykov, né le 19 février 1945 à Simferopol (Ukraine) (URSS) est un coureur cycliste soviétique. Spécialiste de la piste, il devient à  deux reprises (en 1967 et 1969) champion du monde en poursuite par équipes avec l'équipe d'URSS.

## Palmarès

### Jeux olympiques
- Mexico 1968
  - 4e de la poursuite par équipes
- Munich 1972
  - 1/4 de finaliste de la poursuite par équipes (avec Vladimir Kuznetsov, Anatoli Stepanenko et Alexandre Yudine)

### Championnats du monde
- 1967
  -  Champion du monde de poursuite par équipes (avec Stanislav Moskvine, Dzintars Lācis et Mikhail Koliushev)
- 1969
  -  Champion du monde de poursuite par équipes (avec Stanislav Moskvine, Vladimir Kuznetzov et Sergueï Kuzkov)
  -  Médaillé de bronze de la poursuite individuelle
- 1970
  -  Médaillé de bronze de la poursuite par équipes (avec Stanislav Moskvine, Vladimir Semenets et Vladimir Kuznetzov)
- 1971
  - 4e de la poursuite par équipes (avec Eduard Rapp, Anatoli Stepanenko et Vladimir Kuznetzov)
  - 1/4 de finaliste de la poursuite individuelle
- 1973
  - 1/4 de finaliste de la poursuite par équipes (avec Alexandre Yudine, Anatoli Stepanenko et Vitaly Chryklin)